# Neil Duff
Neil Duff (Ballyclare, 22 juli 1972) is een Noord-Iers darter die uitkomt voor de World Darts Federation (WDF). Op 10 april 2022 won Duff de eerste editie van het WDF World Darts Championship door Fransman Thibault Tricole in de finale met 6–5 in sets te verslaan. Duff werd zodoende de eerste Noord-Ierse wereldkampioen darts ooit en steeg direct naar de eerste plaats op de WDF-ranglijst.

## Resultaten op wereldkampioenschappen

### WDF

#### World Championship
- 2022: Winnaar (gewonnen in de finale van Thibault Tricole met 6–5)
- 2023: Kwartfinale (verloren van Chris Landman met 3–4)
- 2024: Kwartfinale (verloren van Jason Brandon met 3–4)

#### World Cup
- 2015: Laatste 128 (verloren van Raul Invernon met 1–4)
- 2019: Laatste 128 (verloren van Nigel Heydon met 0–4)

### WSD (Senioren)
- 2023: Kwartfinale (verloren van Robert Thornton met 1-3)
- 2024: Laatste 16 (verloren van Paul Hogan met 0-3)
- 2025: Laatste 16 (verloren van Graham Usher met 1-3)

## Resultaten op de World Matchplay

### WSDT (Senioren)
- 2023: Halve finale (verloren van Jim McEwan met 5-9)
- 2024: Kwartfinale (verloren van Richie Howson met 4-8)